# Єврославізм

Карта Європейського Союзу та слов'яномовних країн. Слов’янські країни ЄС у синьому кольорі, інші країни ЄС — у бірюзовому, а слов’янські країни, що не входять до ЄС — у королівському блакитному.

Євро-слов'янство, також єврославізм є політичною концепцією, яка виникла з панславізму. Вона спрямована на вирішення проблем слов'янських народів у межах Європейського Союзу. Єврославісти сприяють співробітництву та єдності слов’янських народів, яких можна досягти шляхом європейської інтеграції.
Концепція сформулась з гілки більшої та давнішої панслов’янської ідеології. Єврослав’янство вважається сучасною формою австрослов’янства та неослов’янства.

## Історія
Його витоки припали на середину XIX століття. Вперше запропонований чеським ліберальним політиком Карелом Гавлічеком Боровським у 1846 році як австро-слов’янство, воно було удосконалено чеським політиком Франтішеком Палацьким у тимчасову політичну програму та завершений першим президентом Чехословаччини Томашем Гарріґом Масариком у своїй праці «Нова Європа: слов’янський погляд».

## Характеристики
Єврославісти сприяють співробітництву слов'ян на рівних умовах, щоб протистояти позиціям панівних сил. Рух також певною мірою закликає протистояти сильним мультикультурним тенденціям із Західної Європи та вимогам всередині ЄС уникати домінуючого становища Німеччини. Єврослав'янство протистоїть слов'янофільству. Типовим є сильне заохочення демократії та демократичних цінностей. На їхню думку, кожна держава має право вирішувати, чи стати членом Європейського Союзу. Вони як правило виступають проти виключення Росії из європейський культурний простір.